# كارل جورج هيرمان لانغ
كارل جورج هيرمان لانغ (بالسويدية: Karl Lang)‏ هو عالم حيوانات سويدي، ولد في 21 يوليو 1901 في Malmö S:t Pauli församling ‏ في السويد، وتوفي في 14 مارس 1976 في دانديريد ‏ في السويد.